# Quinta Heeren
La Quinta Heeren es uno de los primeros condominios de residencias particulares construidos en Lima alrededor de la década de 1880. 

## Historia
Originalmente llamada Quinta del Carmen por su proximidad a la Iglesia de la Virgen del Carmen en Barrios Altos, e inspirada en el parque Monceau de París, fue promovida por el comerciante alemán Óscar Antonio Federico Augusto Heeren Massa.

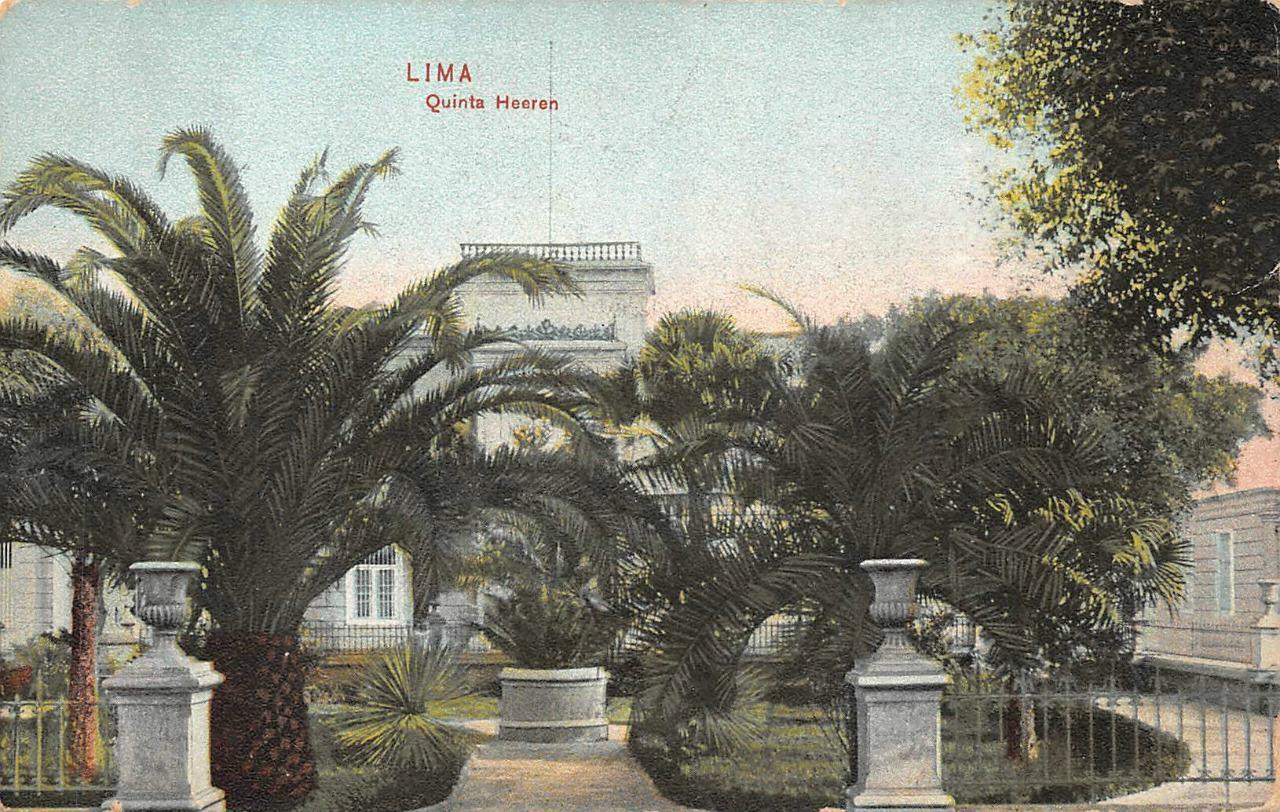
La Quinta Heeren en 1908.

Finalizada su construcción fue ocupada por Óscar Heeren, familiares, y allegados, entre ellos su yerno, el político peruano José Pardo y Barreda. Es por medio de este último que la sucesión de propietarios hasta la fecha permanece en esta familia. Desde inicios del siglo XX, el lugar fue sede de las embajadas de Japón, Bélgica, Alemania, Francia y Estados Unidos. A partir de la década de 1920 se da en el lugar una importante presencia de japoneses acaudalados, entre ellos Seiguma Kitsutani, huésped del chalet N°3, quien comercializaba gran cantidad de productos importados, y que se suicidó debido a problemas económicos en 1928 en el Palacete de este lugar mediante un ritual de honor, llamado sepukku.
A partir de los años 1970, nuevos vecinos ocuparían la Quinta, dándole un carácter más popular, convirtiéndose en repositorio de muchas historias de fiestas criollas, de vecinos famosos, y del carácter bucólico y paradisíaco que tuvo este lugar.

## Descripción

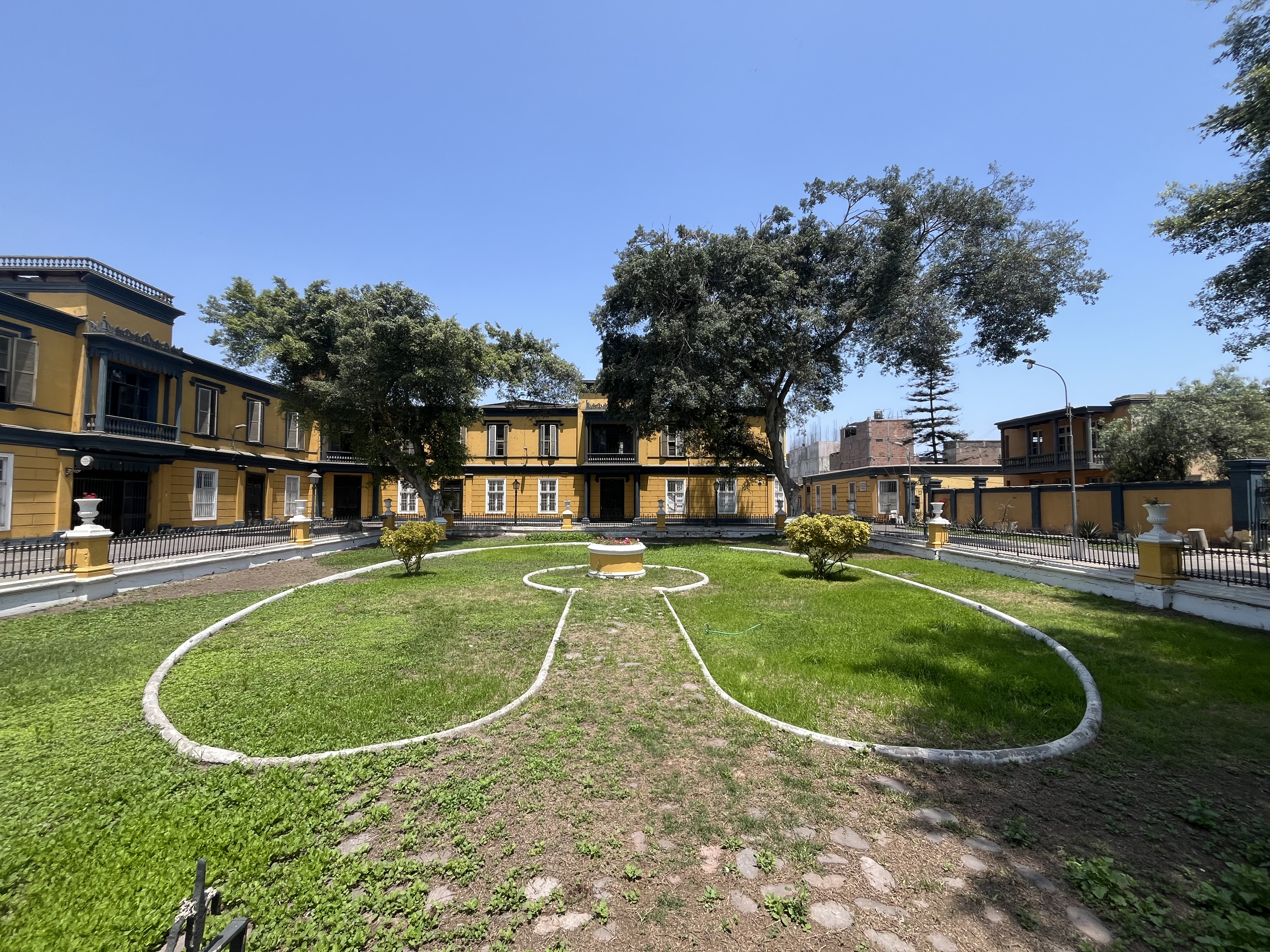
Plazuela principal de la Quinta Heeren.

El conjunto de viviendas y casonas ocupa un área de 36 mil metros cuadrados.
La arquitectura de la Quinta es de estilo historicista austro-húngaro, con influencia victoriana y ecléctica. Este lugar se encuentra conformado por una plazuela, calles estrechas, y jardines adornados con jarrones y esculturas. Antiguamente poseía un zoológico y una cancha de tenis.
El arquitecto Héctor Velarde agrega sobre este lugar:

Su excepcional aislamiento en un sombreado remanso de la vieja Lima lo ha conservado intacto como un pequeño barrio de los tiempos victorianos... La arquitectura es de un neo-clasicismo muy fino con paños lisos y claros.